# 3195 Fedchenko
3195 Fedchenko (1978 PT2) là một tiểu hành tinh vành đai chính được phát hiện ngày 8 tháng 8 năm 1978 bởi Chernykh, N. ở Nauchnyj.